# Ніконово (Бабаєвський район)
Ніконово — присілок в Бабаєвському районі Вологодської області Росії.
Входить до складу Борисовського сільського поселення (з 1 січня 2006 року по 13 квітня 2009 року входила в Новостаринське сільське поселення).
Відстань автодорогою до районного центру Бабаєво — 75 км, до центру муніципального утворення села Борисово-Судське по прямій — 8 км. Найближчі населені пункти — с. Васютіно, с. Івановська, с. Костіно. Станом на 2002 рік проживало 14 чоловік.